# Джулиано Медичи
О племяннике и тёзке см. Джулиано II Медичи
Джулиано (Юлиа́н) Медичи (итал. Giuliano de’ Medici, 28 октября 1453 — 26 апреля 1478, Флоренция) — второй сын Пьеро Медичи и его жены Лукреции Торнабуони, соправитель своего брата Лоренцо Великолепного.

## Биография
Джулиано был убит во время заговора Пацци во время пасхальной мессы в соборе Санта-Мария-дель-Фьоре во Флоренции 26 апреля 1478 года. Любимому брату Лоренцо Великолепный устроил пышные похороны, в церкви Сан-Лоренцо в открытом гробу на всеобщее обозрение было выставлено тело, пронзённое 21 ударом кинжала, как тело Цезаря. Флоренция погрузилась в глубокий траур. Его убийца Бернардо Бандини бежал в Константинополь,  но уже год спустя Лоренцо добился у Мехмеда II, завоевателя Константинополя, его выдачи. Бандини был доставлен во Флоренцию  и 29 декабря 1479 года повешен. Свидетелем его казни был Леонардо да Винчи, сделавший рисунок повешенного.
Джулиано похоронен в капелле Медичи в базилике Сан-Лоренцо во Флоренции рядом со своим братом Лоренцо.
Незаконнорожденный сын Джулиано от Фьоретты Горини Джулио стал папой Климентом VII. Другая знаменитая возлюбленная Джулиано — Симонетта Веспуччи.

## В культуре
- Джулиано Медичи стал персонажем романа Карела Шульца «Камень и боль» (1943).
- Джулиано Медичи является персонажем фильма «Фламандские секреты» («Тайны фламандцев») 1974 г.
- Том Бейтман исполнял роль Джулиано де Медичи в сериале телеканала Starz «Демоны Да Винчи»
- Брэдли Джеймс сыграл Джулиано де Медичи во втором сезоне итало-британского проекта «Медичи»
- Джулиано де Медичи является второстепенным персонажем компьютерной игры Assassin’s Creed II, охватывающей, помимо прочего, события заговора Пацци, в результате которого погиб Джулиано